# Cephalopholis polleni
Cephalopholis polleni es una especie de pez del género Cephalopholis, familia Serranidae. Fue descrita científicamente por Bleeker en 1868.
Se distribuye por el Indo-Pacífico: Comoras hasta las islas de la Línea. La longitud total (TL) es de 43 centímetros. Habita en islas oceánicas y en aguas claras de fuertes desniveles y su dieta se compone de peces y crustáceos. Puede alcanzar los 120 metros de profundidad.
Está clasificada como una especie marina inofensiva para el ser humano.